# Draga (Szerbia)
Draga (cirill betűkkel Драга) település Szerbiában, a Raškai körzet Tutini községében.

## Népesség
- 1948-ban 978 lakosa volt.
- 1953-ban 1 084 lakosa volt.
- 1961-ben 1 146 lakosa volt.
- 1971-ben 1 069 lakosa volt.
- 1981-ben 1 220 lakosa volt.
- 1991-ben 1 357 lakosa volt.
- 2002-ben 950 lakosa volt,[1] akik közül 923 bosnyák (97,15%), 25 muzulmán és 2 ismeretlen.[2]